# A magyar labdarúgó-válogatott mérkőzései 2008-ban
A magyar labdarúgó-válogatott 2008-ban 10 mérkőzést játszott. Az évet Cipruson kezdte a nemzeti csapat, majd négy hazai felkészülési mérkőzéssel várta az ősszel kezdődő világbajnoki-selejtezőket. A tavasz folyamán kapitányváltás történt, Várhidi Péter helyét a holland Erwin Koeman vette át. Az ősszel lejátszott négy selejtezőn a csapat 7 pontot szerzett és több mérkőzésen is jó játékot mutatott. Végül Észak-Írországban győztes barátságos meccsel zárta az évet.

## Eredmények
Barátságos mérkőzés
| 828. mérkőzés 2008. február 6. 18:00 (UTC+1) | Magyarország                                   | 1 – 1                           | Szlovákia               | Cirion Stadion, Limassol, Ciprus Nézőszám: 100 Játékvezető: Leóntiosz Tráttu (ciprusi) |
| 828. mérkőzés 2008. február 6. 18:00 (UTC+1) | Gera 54' Buzsáky 57' Dzsudzsák 78' Priskin 90' | (0 – 0) (Jegyzőkönyv) Részletek | Šesták 64' Čišovský 34' | Cirion Stadion, Limassol, Ciprus Nézőszám: 100 Játékvezető: Leóntiosz Tráttu (ciprusi) |

Barátságos mérkőzés
| 829. mérkőzés 2008. március 26. 18:00 (UTC+2) | Magyarország | 0 – 1                           | Szlovénia            | ZTE Aréna, Zalaegerszeg Nézőszám: 6 000 Játékvezető: Stefan Meßner (osztrák) |
| 829. mérkőzés 2008. március 26. 18:00 (UTC+2) |              | (0 – 0) (Jegyzőkönyv) Részletek | Sisič 59' Brečko 40' | ZTE Aréna, Zalaegerszeg Nézőszám: 6 000 Játékvezető: Stefan Meßner (osztrák) |

Barátságos mérkőzés
| 830. mérkőzés 2008. május 24. 19:00 (UTC+2) | Magyarország                                   | 3 – 2                           | Görögország                                     | Puskás Ferenc Stadion, Budapest Nézőszám: 7 000 Játékvezető: Blom (holland) |
| 830. mérkőzés 2008. május 24. 19:00 (UTC+2) | Dzsudzsák 46' Juhász 59' Vadócz 63' Hajnal 45' | (0 – 1) (Jegyzőkönyv) Részletek | Amanatídisz 45' Liberópulosz 90' Kacuránisz 45' | Puskás Ferenc Stadion, Budapest Nézőszám: 7 000 Játékvezető: Blom (holland) |

Barátságos mérkőzés
| 831. mérkőzés 2008. május 31. 20:30 (UTC+2) | Magyarország                             | 1 – 1                           | Horvátország             | Szusza Ferenc Stadion, Budapest Nézőszám: 10 000 Játékvezető: Ledentu (francia) |
| 831. mérkőzés 2008. május 31. 20:30 (UTC+2) | N. Kovač 45' (öngól) Gera 31' Hajnal 77' | (1 – 1) (Jegyzőkönyv) Részletek | N. Kovač 23' Pranjić 73' | Szusza Ferenc Stadion, Budapest Nézőszám: 10 000 Játékvezető: Ledentu (francia) |

Barátságos mérkőzés
| 832. mérkőzés 2008. augusztus 20. 18:00 (UTC+2) | Magyarország                                                                | 3 – 3                           | Montenegró                                                                                  | Puskás Ferenc Stadion, Budapest Nézőszám: 1 500 Játékvezető: Havrilla (szlovák) |
| 832. mérkőzés 2008. augusztus 20. 18:00 (UTC+2) | Priskin 29' Hajnal 55' 88' (11-esből) Tóth B. 25' Vanczák 45' Dzsudzsák 80' | (1 – 1) (Jegyzőkönyv) Részletek | Jovetić 45' (11-esből) 68' Vukčević 51' Tanasijević 13' Božović 28' Jeknić 85' Poleksić 87' | Puskás Ferenc Stadion, Budapest Nézőszám: 1 500 Játékvezető: Havrilla (szlovák) |

2010-es labdarúgó-világbajnokság-selejtező
| 833. mérkőzés 2008. szeptember 6. 19:45 (UTC+2) | Magyarország                                   | 0 – 0                   | Dánia                                                     | Puskás Ferenc Stadion, Budapest Nézőszám: 19 000 Játékvezető: Hamer (luxemburgi) |
| 833. mérkőzés 2008. szeptember 6. 19:45 (UTC+2) | Dzsudzsák 11' Torghelle 57' Gera 65' Babos 75' | (Jegyzőkönyv) Részletek | Laursen 17' Christopher Poulsen 60' Christian Poulsen 75' | Puskás Ferenc Stadion, Budapest Nézőszám: 19 000 Játékvezető: Hamer (luxemburgi) |

2010-es labdarúgó-világbajnokság-selejtező
| 834. mérkőzés 2008. szeptember 10. 20:15 (UTC+2) | Svédország                               | 2 – 1                           | Magyarország                     | Råsunda Stadion, Stockholm Nézőszám: 30 000 Játékvezető: Meyer (német) |
| 834. mérkőzés 2008. szeptember 10. 20:15 (UTC+2) | Källström 55' Holmén 64' Ibrahimović 36' | (0 – 0) (Jegyzőkönyv) Részletek | Rudolf 90+3' Gera 34' Hajnal 87' | Råsunda Stadion, Stockholm Nézőszám: 30 000 Játékvezető: Meyer (német) |

2010-es labdarúgó-világbajnokság-selejtező
| 835. mérkőzés 2008. október 11. 19:45 (UTC+2) | Magyarország                                   | 2 – 0                           | Albánia                         | Puskás Ferenc Stadion, Budapest Nézőszám: 25 000 Játékvezető: Circhetta (svájci) |
| 835. mérkőzés 2008. október 11. 19:45 (UTC+2) | Torghelle 49' Juhász 82' Juhász 36' Bodnár 67' | (0 – 0) (Jegyzőkönyv) Részletek | Dallku 49' Skela 81' Agolli 87' | Puskás Ferenc Stadion, Budapest Nézőszám: 25 000 Játékvezető: Circhetta (svájci) |

2010-es labdarúgó-világbajnokság-selejtező
| 836. mérkőzés 2008. október 15. 19:30 (UTC+2) | Málta               | 0 – 1                           | Magyarország                                              | Nemzeti Stadion, Valletta Nézőszám: 7 000 Játékvezető: Valgeirsson (izlandi) |
| 836. mérkőzés 2008. október 15. 19:30 (UTC+2) | Dimech 63' Pace 73' | (0 – 1) (Jegyzőkönyv) Részletek | Torghelle 23' Dárdai 32' Juhász 43' Gera 45' Bodnár 90+3' | Nemzeti Stadion, Valletta Nézőszám: 7 000 Játékvezető: Valgeirsson (izlandi) |

Barátságos mérkőzés
| 837. mérkőzés 2008. november 19. 20:45 (UTC+2) | Észak-Írország         | 0 – 2                           | Magyarország           | Windsor Park, Belfast Nézőszám: 12 000 Játékvezető: Schörgenhofer (osztrák) |
| 837. mérkőzés 2008. november 19. 20:45 (UTC+2) | Lafferty 29' Healy 81' | (0 – 0) (Jegyzőkönyv) Részletek | Torghelle 57' Gera 71' | Windsor Park, Belfast Nézőszám: 12 000 Játékvezető: Schörgenhofer (osztrák) |